# Graderad rösträtt
Graderad rösträtt är en form av rösträtt där alla röstberättigade inte har lika många röster eller där alla röster inte väger lika. Detta har historiskt förekommit i olika länders allmänna val men är idag vanligast i näringslivet.

## Företag
I aktiebolag är rösträtten proportionell mot aktieinnehavet; de som äger fler aktier har därmed fler röster än andra. Det kan finnas olika typer av aktier, i Sverige är det vanligt med A-aktier och B-aktier där en A-aktie är värd mer röster än en B-aktie på en bolagsstämma. Innehavarna av A-aktier, ofta framförallt företagets grundare, har då större inflytande än vad deras andel av bolagets värde skulle förutsätta. För dem som endast är intresserade av avkastningen är B-aktiernas billigare pris viktigare än rösträtten.
I Internationella valutafonden används ett liknande system med graderad rösträtt där de olika medlemsstaternas röst vägs mot deras innehav av särskilda dragningsrätter.

## Politiska val
Många stater valde vid införandet av folkvalda parlament på 1800-talet att kraftigt begränsa rösträtten. Rösträtten var olika också bland dem som fick rösträtt; röster graderades enligt census mot sådana faktorer som inkomst, rastillhörighet, religion, eller social status. Fram till införandet av allmän och lika rösträtt under 1900-talet uteslöts stora befolkningsgrupper helt från deltagande i politiska val då de inte uppfyllde kriterierna för dessa kategorier (eller på grund av könsdiskriminering) medan andra erhöll endast begränsat inflytande.
Det är fortfarande vanligt med val där enskilda röstberättigades inflytande är olika för att främja regional representativitet eller liknande. Till exempel kan delstater i en federation, eller kommuner i ett kommunförbund, i centrala organ ha representanter vars antal inte är direkt proportionellt mot befolkningen, till och med oberoende av folkmängd.

### Historiska exempel
Sverige hade graderad rösträtt under delar av tvåkammarriksdagens tid där förmögna medborgare kunde erhålla upp till 40 röster per person i kommunal- och landstingsval beroende på inkomst. I vissa länder som Storbritannien och Nya Zeeland tillämpades en form av censusvalsystem där markägare fick rösta fler än en gång i samma val beroende på egendom. I Storbritannien hade dessutom universitet egna parlamentsledamöter fram till 1948, med följden att röstberättigade till dessa säten i praktiken förfogade över två röster; en till sin universitetsrepresentant och en till ledamoten i valkretsen där väljaren var bosatt. I Sydrhodesia gällde från 1970 att personer som klassificerades i rasgrupperna européer, indier och färgade röstade i 50 valkretsar medan de från rasgruppen afrikaner röstade i åtta separata valkretsar så att den afrikanska majoritetsbefolkningen alltid hade en minoritet av parlamentsmandaten.

## Ärkebiskopsval i Svenska kyrkan
Full rösträtt har ledamöterna i samtliga stiftsstyrelser, domkapitel och i kyrkostyrelsen. Förutom dessa har alla tjänstgörande präster i Uppsala stift plus lika många lekmannaelektorer i Uppsala stifts församlingar en tiondels röst var.